# Golpe de suerte (película de 2023)
Golpe de suerte (título original Coup de chance) es una película escrita y dirigida por Woody Allen en 2023. Se estrenó en el 80.º Festival Internacional de Cine de Venecia el 4 de septiembre de 2023 y se proyectó por primea vez en las salas de Francia el 27 de septiembre de 2023. Constituye el largometraje número cincuenta en la filmografía del cineasta estadounidense.
Está protagonizada por Lou de Laâge, Valérie Lemercier, Melvil Poupaud y Niels Schneider. Con esta película, que Allen dirigió con ochenta y ocho años, continuó con sus producciones fuera de Estados Unidos y volvió a París, donde ya rodó con éxito en 2011 Medianoche en París. En este caso la película se grabó en francés y empleó equipo y actores de este país.

## Trama
La película se centra en la vida acomodada y algo frívola de la insatisfecha Fanny (Lou de Laâge) que está casada con Jean (Melvil Poupaud), empresario de actividades oscuras y probablemente ilegales. Fanny se topa en París accidentalmente con Alain (Niels Schneider), un antiguo compañero de instituto, escritor y de vida bohemia, de quien se enamora. Juntos viven una aventura amorosa que tiene como escenario Paris, hasta que Jean lo descubre.  